# دهكدة (طراح)
دهكدة (بالفارسية: دهکده) هي قرية تقع في إيران في قسم طراح الريفي. يقدر عدد سكانها بـ 2,592 نسمة .